# Bothrochilus
Genre
Synonymes
- Leiopython Hubrecht, 1879

Bothrochilus est un genre de serpents de la famille des Pythonidae. 

## Répartition
Les sept espèces de ce genre se rencontrent en Papouasie-Nouvelle-Guinée, en Indonésie et en Australie.

## Description
Ce sont des serpents constricteurs ovipares.

## Liste d'espèces
Selon The Reptile Database (24 mars 2015) :
- Bothrochilus albertisii (Peters & Doria, 1878) - Python à lèvres blanches
- Bothrochilus biakensis (Schleip, 2008)
- Bothrochilus boa (Schlegel, 1837)
- Bothrochilus fredparkeri (Schleip, 2008)
- Bothrochilus huonensis (Schleip, 2008)
- Bothrochilus meridionalis (Schleip, 2014)
- Bothrochilus montanus (Schleip, 2014)

## Publication originale
- Fitzinger, 1843 : Systema Reptilium, fasciculus primus, Amblyglossae. Braumüller et Seidel, Wien, p. 1-106 (texte intégral).